# سان جرگوریو دایپونا
سان جرگوریو دایپونا (به ایتالیایی: San Gregorio d'Ippona) یک کومونه در ایتالیا است که در استان ویبو والنتیا واقع شده‌است. سان جرگوریو دایپونا ۱۲٫۴ کیلومتر مربع مساحت و ۲٬۲۷۸ نفر جمعیت دارد.